# フィリップ・バルグフレーデ
フィリップ・バルクフレーデ（Philipp Bargfrede, 1989年3月3日 - ）は、西ドイツ・ツェーフェン出身のサッカー選手。ポジションはMF。ヴェルダー・ブレーメンII所属。

## 来歴
2004年からヴェルダー・ブレーメンのユースチームに所属。2008年にトップチームに昇格すると、2009年8月、アイントラハト・フランクフルト戦でデビューした。
長きにわたり、背番号44番を着けてブレーメン一筋にプレーし続けた。2019-20シーズン終了を以て契約満了のため一度退団したが再契約し、コーチとしての研修を受けながらヴェルダー・ブレーメンIIでプレーしている。

## 人物
- 父のハンス＝ユルゲン・バルクフレーデは、フィリップと同じMFの選手で、1970年から1980年代にかけて、ブレーメンのアマチュアチームやFCザンクトパウリに在籍していた。